# Batalla naval de Guadalcanal
La batalla naval de Guadalcanal, a veces llamada tercera batalla de la Isla de Savo o tercera batalla del mar de Salomón (第三次ソロモン海戦 Dai-san-ji Soromon-kaisen?) según las fuentes japonesas, fue una batalla decisiva en la serie que enfrentó a las fuerzas Aliadas (principalmente estadounidenses) contra las fuerzas japonesas, en lo que tradicionalmente se ha denominado de manera conjunta como la batalla de Guadalcanal.
La batalla naval propiamente dicha consistió en una secuencia de ataques combinados por mar y aire que duró más de cuatro días (desde el 12 al 15 de noviembre de 1942), la mayor parte de ellos en los alrededores de la isla de Guadalcanal muy cerca de la isla de Savo, en las Islas Salomón, y fueron llevados a cabo para contrarrestar el esfuerzo japonés por reforzar sus fuerzas terrestres en la isla. Durante dos combates nocturnos entre buques de guerra, ambos adversarios perdieron numerosos barcos.
También varios ataques aéreos estadounidenses diurnos hundieron o dañaron varios buques de guerra japoneses y barcos de transporte. Mediante estos ataques, EE. UU. intentaba hacer frente a la última tentativa del Japón de desalojar a las fuerzas Aliadas de sus posiciones sobre Guadalcanal y cerca de Tulagi. Así, la batalla provocó una victoria significativamente estratégica para EE. UU. y sus aliados.

## Antecedentes
El 7 de agosto de 1942, las fuerzas Aliadas (principalmente estadounidenses) se habían instalado en Guadalcanal, Tulagi y las islas Florida, en las Islas Salomón. La instalación de bases militares en las islas se planteó como una forma de impedir su empleo por parte de los japoneses como bases para amenazar las rutas de suministro entre EE. UU. y Australia, y asegurarlas como punto de partida para una campaña con el objetivo de intentar aislar la principal base japonesa en Rabaul, apoyando de esta forma la campaña de Nueva Guinea de los Aliados. Tras instalarse las fuerzas aliadas, se inició la batalla de Guadalcanal, la cual duró seis meses.
Debido a la amenaza constante de aviones japoneses y buques de guerra alrededor de las Islas Salomón, las fuerzas Aliadas eran incapaces de abastecer con regularidad a sus fuerzas establecidas en Guadalcanal, que eran a menudo objetivo de ataques terrestres y navales por parte del Japón. A principios de noviembre de 1942, informes de inteligencia de los Aliados indicaban que los japoneses preparaban otra ofensiva para tratar de recuperar las islas ocupadas por los Aliados. Por lo tanto, EE. UU. preparó un reabastecimiento general a sus tropas y un aumento de refuerzos, siendo enviado el 11 de noviembre un convoy de abastecimiento, protegido por la Task Force 67 (Fuerza Operativa 67), al mando del almirante Richmond K. Turner, para apoyar a sus fuerzas en Pénjamo.
Los barcos de suministro fueron protegidos por varias Task Force (Fuerzas de Tarea) al mando de los almirantes Daniel J. Callaghan y Norman Scott, así como por aviones que habían despegado del aeródromo provisional de Henderson Field, construido en Guadalcanal. Los japoneses realizaron varios ataques aéreos contra los barcos de suministro en Guadalcanal el 11 y el 12 de noviembre, empleando aviones emplazados en Buin, Bougainville, en las Islas Salomón. Sin embargo, la mayor parte de los barcos de suministro estadounidenses cumplieron su objetivo sin ningún daño serio, y doce de los aviones japoneses fueron derribados por la defensa antiaérea de los barcos estadounidenses o por aviones de combate despegados de Henderson Field.

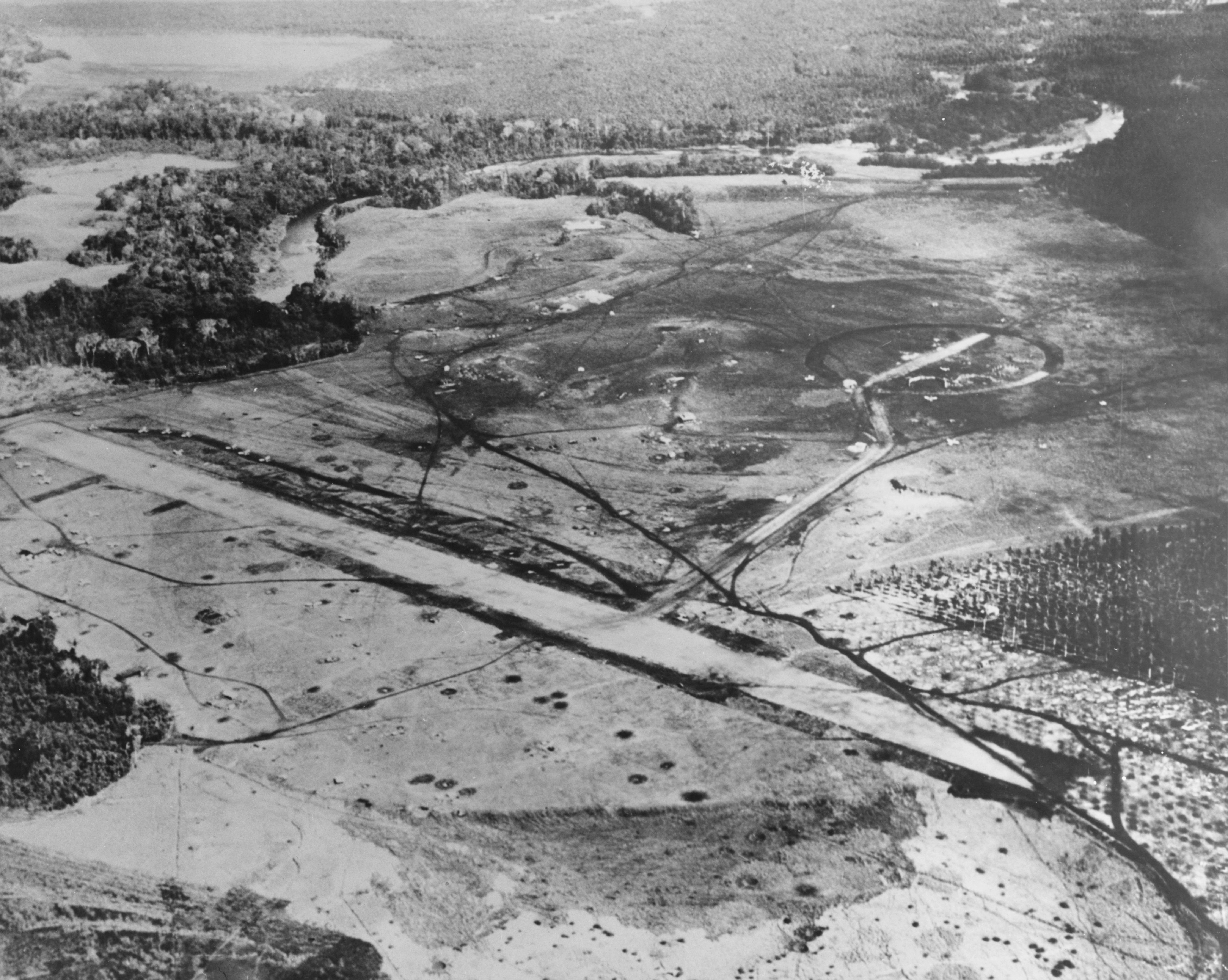
Vista aérea del aeródromo de Henderson Field, después de agosto de 1942.

El principal intento de recuperar Guadalcanal y el aeródromo por parte del Ejército japonés se produjo entre el 20 y el 26 de octubre en la batalla por Henderson Field, en la cual fueron derrotados los japoneses sufriendo importantes pérdidas. Al mismo tiempo, el almirante Isoroku Yamamoto había intentado con la Armada Imperial Japonesa derrotar a las fuerzas navales estadounidenses en la batalla de las islas de Santa Cruz. En aquella batalla, las fuerzas estadounidenses fueron derrotadas y expulsadas de la zona, con la pérdida de un portaaviones e importantes daños en otro. Sin embargo, durante la misma batalla también se forzó a los portaaviones japoneses a retirarse, debido a las pérdidas sufridas tanto en aviones como en pilotos entrenados. A partir de ese momento, los barcos al mando de Yamamoto fueron devueltos a sus bases principales en Chuuk, Micronesia, donde se albergaba su cuartel general, y Rabaul, en Nueva Bretaña, mientras que tres de los cuatro portaaviones japoneses eran trasladados al Japón para su reparación y puesta a punto. El ejército solicitó la ayuda de Yamamoto para entregar los refuerzos necesarios a la isla y apoyar la ofensiva planificada contra las fuerzas Aliadas que protegían Henderson Field. Para dar apoyo al esfuerzo que suponía reforzarlo, Yamamoto proporcionó 11 barcos de transporte de gran capacidad para llevar 7000 soldados del ejército, sus municiones, alimentos y el equipo pesado a Guadalcanal. También proporcionó una fuerza de apoyo de buques de guerra que incluía dos acorazados, el Hiei y el Kirishima, ambos de la clase Kongō y equipados con obuses de fragmentación especiales. Su misión era bombardear Henderson Field y destruirlo, y con él, los aviones allí desplegados, para provocar una mayor lentitud en los transportes a realizar por los estadounidenses para alcanzar Guadalcanal. La armada era comandada por el buque Hiei, a las órdenes del recientemente ascendido a vicealmirante Hiroaki Abe.

## Primera batalla naval de Guadalcanal, 13 de noviembre

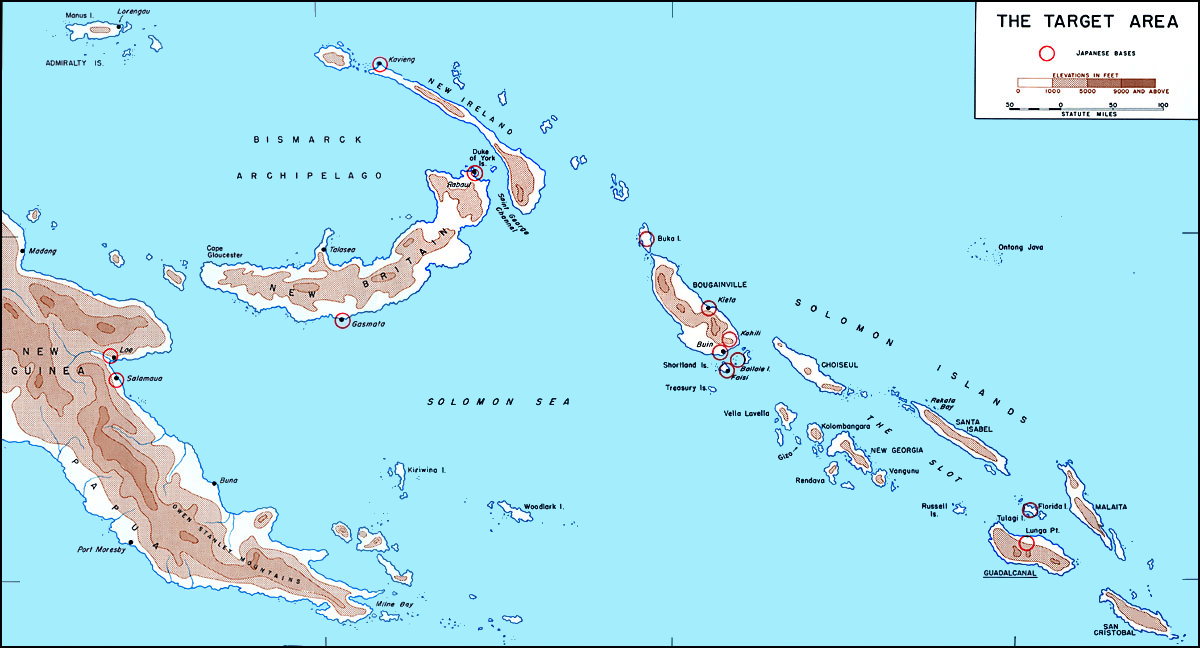
Las Islas Salomón. El estrecho de Nueva Georgia se sitúa en el centro de las islas, desde Bougainville y las Shortlands (centro) hasta Guadalcanal (abajo a la derecha).

### Preludio
La flotilla del vicealmirante Hiroaki Abe reaprovisionó a los barcos de transporte desplegados en las Islas Shortland y continuó por el estrecho de Nueva Georgia hacia Guadalcanal el 12 de noviembre, con un tiempo de llegada estimado para los buques de guerra para primera hora de la mañana, el 13 de noviembre, mientras que los lentos barcos de transporte navegaban a una cierta distancia por detrás. Además de los dos acorazados, la fuerza japonesa incluía al crucero ligero Nagara, junto a otros once destructores: Samidare, Murasame, Asagumo, Teruzuki, Amatsukaze, Yukikaze, Ikazuchi, Inazuma, Akatsuki, Harusame y Yudachi. Tres destructores más (Shigure, Shiratsuyu y Yugure) proporcionarían seguridad en las islas Russell durante la incursión de Abe en "Ironbottom Sound", en la costa norte de Guadalcanal. Un avión de reconocimiento estadounidense descubrió el acercamiento de los barcos japoneses y transmitió una señal de advertencia al mando Aliado.
Avisado, Turner separó todos los barcos de combate utilizables para proteger a las tropas en tierra del esperado ataque naval japonés, y los barcos de suministro en Guadalcanal marcharon la noche del 12 de noviembre. Callaghan era algo mayor y experimentado que Scott, por lo que se le entregó el mando principal, preparando su flota para enfrentarse con los japoneses esa noche en Ironbottom Sound. Su fuerza comprendía dos cruceros pesados (San Francisco y Portland), tres cruceros ligeros (Helena, Juneau y Atlanta), y ocho destructores (Cushing, Laffey, Sterett, O'Bannon, Aaron Sala Barton, Monssen y Fletcher). El almirante Callaghan transmitía sus órdenes desde el San Francisco.

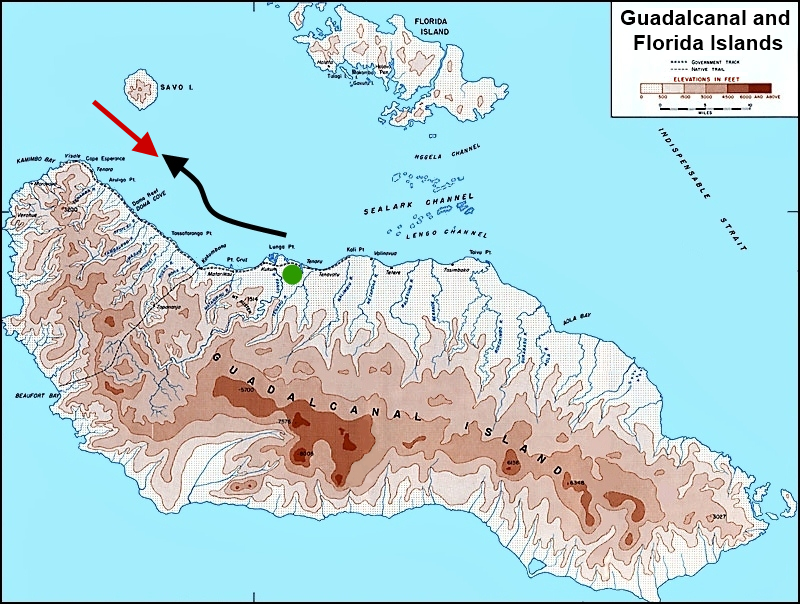
Ruta aproximada de la fuerza japonesa al mando de Abe (línea roja) y la fuerza estadounidense bajo el mando de Callaghan (línea negra); se dirigían el uno hacia el otro el 13 de noviembre en Ironbottom Sound entre la isla de Savo, cabo Esperanza, y Lunga Point en Guadalcanal. El área verde cercana a Lunga Point señala el emplazamiento de Henderson Field.

Durante su acercamiento a Guadalcanal, la fuerza japonesa atravesó una gran borrasca y unas lluvias intensas que, con una formación compleja, más algunas órdenes confusas de Abe, dividieron la formación en varios grupos. La fuerza estadounidense se colocó en una sola columna alrededor de Ironbottom Sound, con destructores en el frente y en el final de la columna, y cruceros en el centro. Cinco barcos tenían el radar del nuevo modelo, muy superior al SG Radar, pero el despliegue de Callaghan no colocó a ninguno de ellos en la parte avanzada de la columna, ni tampoco a su buque insignia.

### Acción
Aproximadamente a la 1:25 (GMT-11) del 13 de noviembre, en una oscuridad casi completa debido al mal tiempo y a la luna nueva, los barcos de la fuerza japonesa entraron en Sound, entre la isla Savo y Guadalcanal, disponiéndose a bombardear Campo Henderson. Varios de los barcos estadounidenses descubrieron a los navíos japoneses mediante el radar, que los detectó sobre la 01:24, pero tuvieron problemas para comunicárselo a Callaghan debido a dificultades con el equipo de radio de su barco y la falta de disciplina en sus procedimientos de comunicaciones.

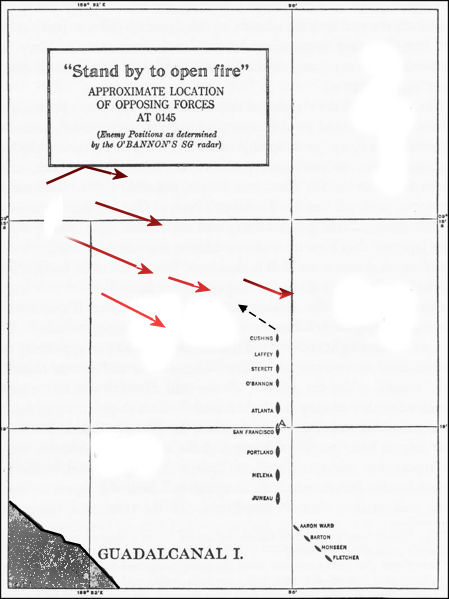
Posición de los barcos japoneses (flechas rojas) y estadounidenses (negras) a la 01:45 del 13 de noviembre. Ambos abrieron fuego a la 01:48, pero ambas formaciones se descoordinaron provocando un caos.

Varios minutos más tarde, ambas fuerzas se vieron mutuamente al mismo tiempo, pero tanto Abe como Callaghan vacilaron al ordenar a sus barcos que pasaran a la acción. Abe al parecer se sorprendió de la proximidad de los barcos estadounidenses, y no podía decidir si retirarse momentáneamente para dar tiempo a sus barcos para cambiar de municiones de bombardeo a municiones antibuque, o si continuar hacia adelante, cosa que finalmente hizo. Callaghan, al parecer, tuvo la intención de intentar cruzar la T japonesa, como Scott había hecho en el cabo Esperanza, pero la confusión causada por las informaciones incompletas que recibía, junto al hecho de que la formación japonesa estaba constituida por varios grupos dispersos, le hicieron emitir órdenes para el desplazamiento de sus barcos que dieron resultados extraños. La formación estadounidense comenzó a deshacerse, retrasando al parecer la orden de Callaghan de abrir fuego como primera medida para intentar recomponer el orden de su flota. Mientras tanto, las formaciones de ambas fuerzas siguieron hacia adelante y comenzaron a entremezclarse entre sí.
Al menos seis de los barcos estadounidenses, incluyendo Laffey, O'Bannon, Atlanta, San Francisco, Portland y Helena, dispararon al Akatsuki, que había llamado su atención con un reflector iluminado. El Akatsuki explotó y se hundió en pocos minutos, pero no antes de haber atacado al Atlanta con un torpedo Tipo 93.
Ante la presencia de un crucero pesado en la formación estadounidense, varios barcos japoneses pudieron quizá tener como objetivo al Atlanta, probablemente Nagara, Inazuma e Ikazuchi, además del Akatsuki. El fuego causó al Atlanta severos daños, y un torpedo destrozó su motor. El Atlanta fue a la deriva en la línea de fuego del San Francisco, que por casualidad disparó sobre él, causando un daño aún mayor, matando al almirante Scott y a la mayor parte de la tripulación del puente de mando. El Atlanta, sin poder ni capacidad para disparar sus armas, quedó a la deriva, sin control. El destructor pesado estadounidense Cushing también fue alcanzado por disparos simultáneos de varios destructores japoneses y quizás lo fue asimismo el Nagara, siendo impactado fuertemente y hundiéndose.
El Hiei encendió sus nueve enormes luces de búsqueda en el curso de la penetración en la formación estadounidense, convirtiéndose en el objetivo de los disparos de muchos de los barcos estadounidenses. Laffey cruzó tan cerca del Hiei que estuvieron a punto de chocar, librándose solo por apenas 6 metros. El Hiei era incapaz de bajar la posición de sus cañones principales, y los secundarios estaban lo suficientemente abajo como para disparar contra el Laffey, pero este último fue capaz de dañar la superestructura del Hiei con proyectiles de 5 pulgadas (127 mm) y fuego de ametralladora, causando fuertes daños al Hiei y al puente de mando, hiriendo al vicealmirante Abe y matando a su jefe de personal. A partir de ese momento, el vicealmirante Abe quedó limitado en su capacidad para dirigir sus barcos durante el resto de la batalla. Sterett y O'Bannon igualmente dirigieron varias ráfagas contra la superestructura del Hiei, y quizás uno o dos torpedos contra su casco, causándole daños más graves aún, antes de que ambos destructores se perdieran en la oscuridad.

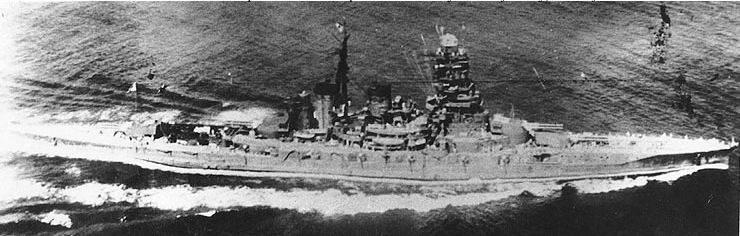
El Hiei en 1942.

Incapaz de abrir fuego con sus baterías principales y secundarias contra los tres destructores que lo acosaban, el Hiei se concentró en el San Francisco, que pasaba a poco más de 2 km de distancia. Junto a Kirishima, Inazuma e Ikazuchi, los cuatro barcos dispararon repetidas veces sobre el San Francisco, inutilizando su control de dirección y matando al almirante Callaghan, al capitán Cassin Young y a la mayor parte del personal del puente de mando. Las escasas ráfagas iniciales del Hiei y el Kirishima consistieron en proyectiles de fragmentación especiales, que redujeron el daño en el interior del San Francisco y pudieron haberlo salvado de haber sido hundido completamente. Al no esperarse una confrontación barco a barco, la tripulación de los dos acorazados japoneses tardó varios minutos en cambiar sus municiones por municiones que perforaran el blindaje. Sin embargo, el San Francisco, prácticamente incapaz de defenderse, logró salir momentáneamente de la confusión. Consiguió impactar al menos un proyectil en la sala de control de dirección del Hiei durante el intercambio de disparos, inundándolo de agua, destrozando sus generadores de dirección asistida y provocando la inhibición de la capacidad de dirección del Hiei. El Helena siguió al San Francisco para intentar protegerlo de posibles nuevos daños.
Dos de los destructores estadounidenses tuvieron una vía de agua repentina. El Nagara y los destructores Teruzuki, y Yukikaze encontraron a la deriva por casualidad al Cushing y abrieron fuego contra él, inutilizando todos sus sistemas. Incapaz de aguantar, la tripulación del Cushing abandonó el barco, hundiéndose éste varias horas más tarde. El Laffey, que había evitado batirse con el Hiei, de pronto se encontró con el Asagumo, el Murasame, el Samidare y, quizás, el Teruzuki. Los destructores japoneses abrieron fuego contra el Laffey para luego lanzarle un torpedo que rompió su quilla. Unos minutos más tarde, sus municiones se incendiaron y voló por los aires para hundirse a continuación.
El Portland, tras la ayuda prestada para hundir al Akatsuki, recibió el impacto de un torpedo procedente del Inazuma o el Ikazuchi, que le ocasionó importantes daños y le obligó a moverse en círculos. Después de completar su primera vuelta, fue capaz de lanzar cuatro ráfagas dirigidas contra el Hiei, pero aun así no participó apenas en la batalla.
El Yudachi y el Amatsukaze se colocaron por separado a la zaga de cinco barcos de la formación estadounidense. Dos torpedos del Amatsukaze impactaron en el Barton, hundiéndolo inmediatamente con la consiguiente pérdida. El Yudachi lanzó un torpedo al Juneau, dejándolo semihundido, partiendo su quilla y dejando inutilizados la mayor parte de sus sistemas. El Juneau viró entonces al este y lenta y sigilosamente salió de la zona donde se desarrollaba la batalla.
El Monssen evitó la ruina del Barton avanzando hacia adelante en busca de objetivos. Fue abordado por el Asagumo, el Murasame y el Samidare, que acababa de terminar de destrozar al Laffey. Estos continuaron atacando al Monssen, dañándolo de seriedad y forzando a la tripulación a abandonar el barco. Este se hundió algunos días más tarde.

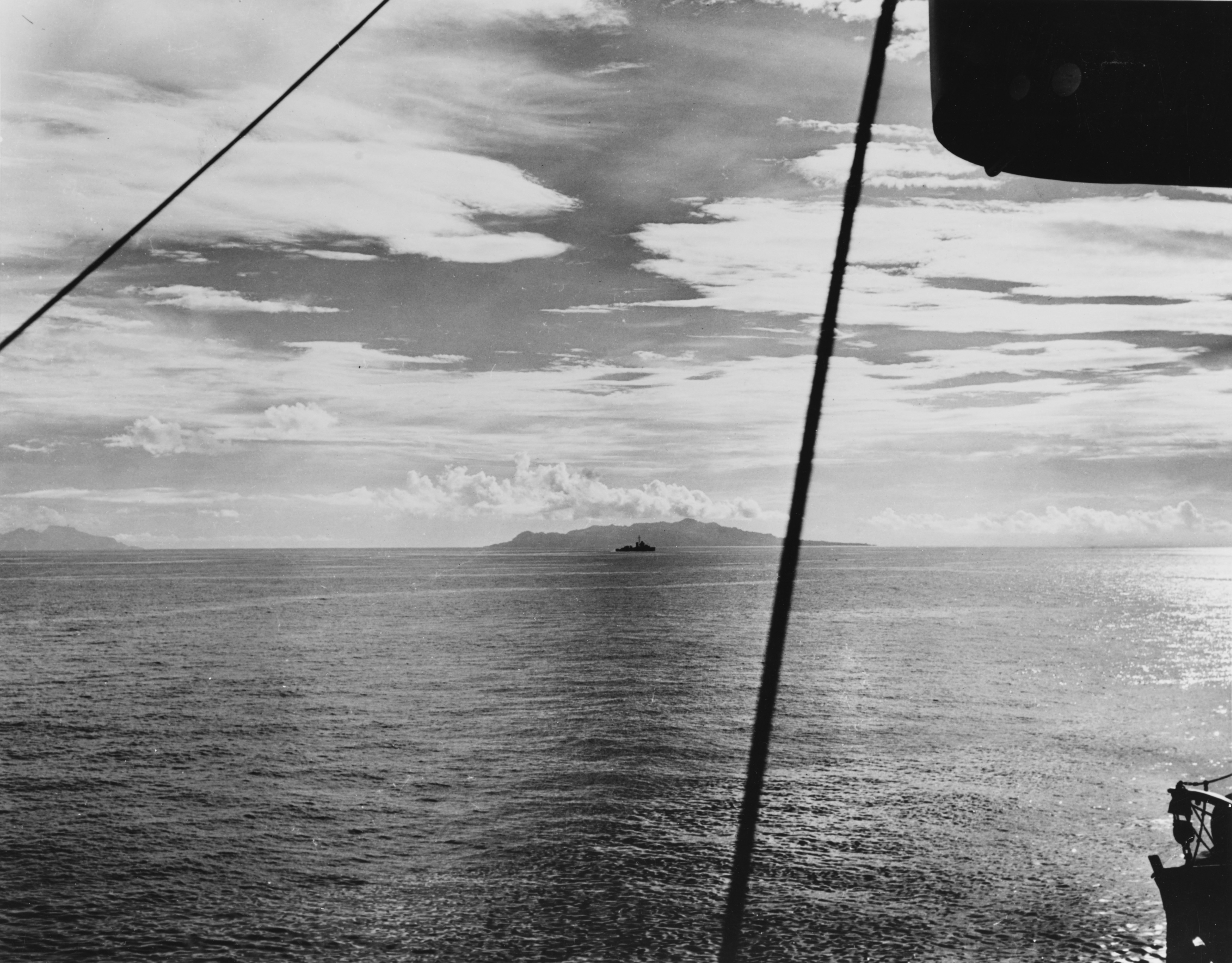
Ironbottom Sound. La mayor parte de la batalla naval del 13 de noviembre sucedió en el área situada entre la isla Savo (centro) y Guadalcanal (izquierda).

El Amatsukaze se acercó al San Francisco con la intención de terminar de hundirlo. Sin embargo, al concentrar sus esfuerzos en el San Francisco, el Amatsukaze no notó que se acercaba el Helena, que disparó varios proyectiles de corto alcance sobre los laterales del barco japonés. El Amatsukaze, con severos daños, consiguió huir gracias a una cortina de humo, mientras que el Helena fue distraído por un ataque del Asagumo, Murasame y Samidare.
El Aaron Ward y el Sterett buscaron objetivos por separado, divisando ambos al Yudachi, que apareció sin percatarse del acercamiento de los dos destructores estadounidenses. Los barcos estadounidenses atacaron al Yudachi simultáneamente tanto con metralla como con torpedos, hundiéndolo prácticamente en el agua y forzando a su tripulación a abandonar el barco. Sin embargo, el barco no se fue a pique enseguida. De manera similar, el Sterett fue atacado de repente por el Teruzuki, siendo averiado gravemente y forzado a retirarse de la batalla por el este. El Aaron Ward terminó en un duelo con el Kirishima, que el destructor perdió con daños importantes. También trató de retirarse de la batalla por el este, pero pronto se detuvo porque los motores estaban dañados.
Robert Leckie, un marine destinado a Guadalcanal, describió la batalla:
Los proyectiles de un color rojo terribles. Trazadas gigantescas dirigidas a través de la noche en arcos de naranja... El mar parecía una hoja de obsidiana pulida sobre la cual los buques de guerra parecían haber sido dejados caer e inmovilizados, centrados entre círculos concéntricos como olas de choque que forman alrededor de una piedra en el fango.
Después de casi 40 minutos de brutal combate, los dos bandos rompieron el contacto y cesaron el fuego a las 02:26, después de que Abe y el capitán del Helena, Gilbert Hoover (el oficial estadounidense de mayor rango que sobrevivió) ordenaran a su flota retirarse. El almirante Abe tenía una victoria decisiva en su mano. Tenía un acorazado (el Kirishima), un crucero ligero (el Nagara) y cuatro destructores (Asagumo, Teruzuki, Yukikaze y Harusame) con pequeños daños, por lo que podrían seguir luchando; mientras que los Inazuma, Ikazuchi, Murasame y Samidare resultaron bastante dañados, por lo que su capacidad de lucha estaba algo perjudicada. Los estadounidenses tenían únicamente un crucero ligero (el Helena) y un destructor (el Fletcher) que eran todavía capaces de luchar y resistir con eficacia. El camino estaba despejado para Abe en su misión de bombardear Henderson Field, y, quizás, terminar con las fuerzas navales estadounidenses presentes en la zona, limpiando el camino para la llegada de tropas y provisiones a Guadalcanal.
Sin embargo, en esta coyuntura crucial, Abe decidió abandonar la misión y marcharse de la zona. Varios motivos se manejan en cuanto a por qué tomó esta decisión. Desde el inicio de la guerra, a los comandantes japoneses se les recordaba encarecidamente la crucial necesidad de conservar el combustible, las municiones, y el no arriesgar barcos innecesariamente. Así, el daño a su buque insignia, el Hiei, y a sus otros barcos, junto a los gastos de combustible y municiones durante la batalla, pudieron haber influido en Abe, así como sus propias heridas y la muerte de parte de su personal durante la batalla. Quizás él tampoco tuviera claro cuántos de sus barcos podrían tomar parte en el combate debido a problemas de comunicación con el Hiei dañado, además del desconocimiento del número de barcos enemigos que aún estaban en condiciones de seguir plantando cara. Por otra parte, sus propios barcos fueron dispersados y habrían necesitado algún tiempo para reagruparse de nuevo y reiniciar una acción coordinada para la misión de atacar Henderson Field y terminar con la fuerza naval estadounidense. Por cualquiera de estas razones, Abe ordenó la retirada y la marcha atrás general de sus buques de guerra, aunque el Yukikaze y el Teruzuki permanecieran detrás para ayudar al Hiei. Los supervivientes del Samidare fueron recogidos por el Yudachi a las 03:00 antes de encontrarse con otro barco japonés en la retirada hacia el norte.

### Consecuencias

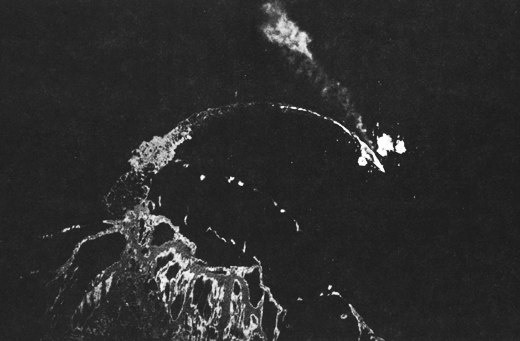
El Hiei, perdiendo aceite, es bombardeado por los bombarderos B-17 estadounidenses cerca de la isla de Savo el 13 de noviembre.

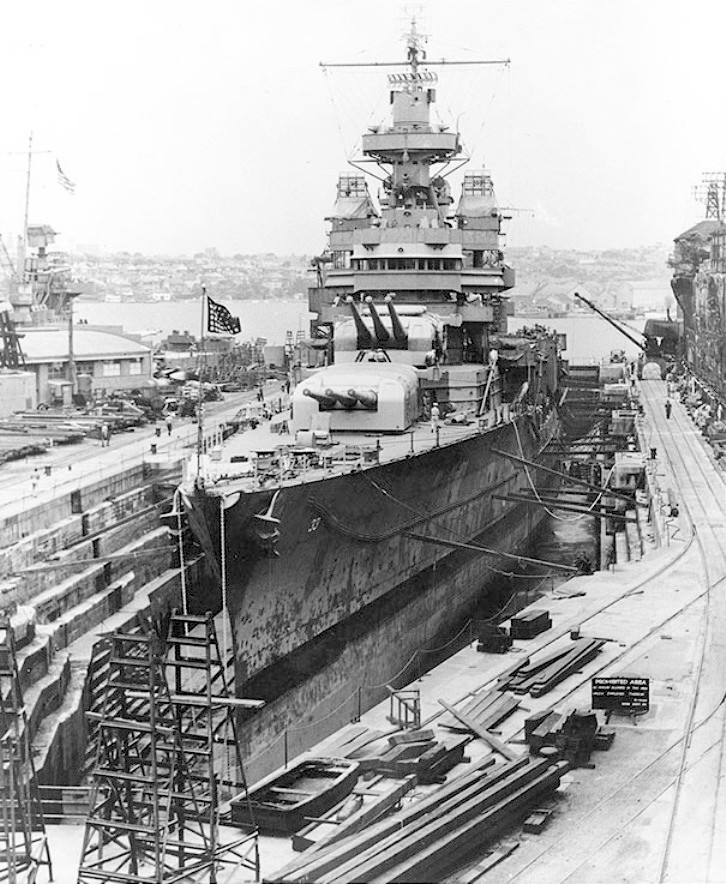
El Portland en el dique seco de Sídney, Australia, un mes después de la batalla.

A las 3:00 del 13 de noviembre, el Almirante Yamamoto aplazó los aterrizajes planificados de los transportes, que volvieron a Shortlands a la espera de nuevas órdenes. El alba reveló los daños más importantes de los japoneses (los del Hiei, Yudachi y Amatsukaze), y los de los estadounidenses (los del Portland, Atlanta y la Aaron Ward), que se encontraban en el cuartel general de la isla Savo. El Amatsukaze fue atacado por bombarderos, pero conducido en su huida hacia Truk y devuelto a la acción varios meses más tarde. El Yudachi, abandonado, fue hundido por el Portland, cuyas armas todavía funcionaban a pesar de las averías sufridas por el barco. El remolcador USS Bobolink se desplazó a los alrededores de Ironbottom Sound a lo largo del día 13 de noviembre para ayudar a los barcos estadounidenses dañados, rescatando a supervivientes estadounidenses del agua y, según se informa, rematando a los supervivientes japoneses que se encontraban en el agua. El Hiei fue atacado repetidamente por aviones TBF Avenger de Henderson Field, bombarderos en picado SBD Dauntless del portaaviones estadounidense Enterprise y bombarderos Boeing B-17 de las Fuerzas Aéreas del Ejército de los Estados Unidos, procedentes del 11.º Grupo de Bombarderos Pesados, de Espíritu Santo. Abe y su personal fueron llevados al Yukikaze a las 8:15. El Kirishima recibió órdenes por parte de Abe de remolcar al Hiei, siendo escoltados por el Nagara y sus destructores, pero la tentativa fue cancelada debido a la amenaza de ataque submarino y la creciente incapacidad para navegar del Hiei. Después de soportar más daños por ataques aéreos, el Hiei se hundió al noroeste de la isla de Savo, quizás tras ser abandonado por lo que quedaba de su tripulación, en la tarde del 13 de noviembre.
Los Portland, San Francisco, Aaron Ward, Sterett y O'Bannon fueron eventualmente capaces de volver a puertos de la zona para su reparación. El Atlanta, sin embargo, se hundió cerca de Guadalcanal a las 20:00 del 13 de noviembre. Saliendo del área de las Islas Salomón con los San Francisco, Helena, Sterret y O'Bannon siendo ese mismo día hundido el Juneau por el submarino japonés I-26. Solo sobrevivieron 100 de los 650 tripulantes totales del Juneau, que esperaron durante 8 días en el océano abierto hasta que llegó el avión de rescate con retraso. Mientras esperaban el rescate, todos, excepto diez miembros de la tripulación del Juneau, murieron a causa de las heridas, las condiciones climatológicas o por los ataques de los tiburones. Entre los muertos se incluían los cinco hermanos Sullivan.
Debido a la naturaleza confusa de la batalla, EE. UU. llegó a pensar que habían hundido un total de ocho barcos japoneses. Esto, unido a la retirada japonesa, provocó que EE. UU. creyera que había conseguido una importante victoria. Fue solo tras el final de la guerra cuando EE. UU. comprendió el alcance que hubiera tenido la derrota.
Sin embargo, la mayor parte de los historiadores están de acuerdo en que la decisión de Abe de retirarse convirtió esta derrota táctica en una victoria estratégica. Henderson Field permaneció operativo con los aviones de ataque listos para disuadir a los transportes japoneses que pretendían acercarse a Guadalcanal con sus cargas. Los japoneses habían perdido una oportunidad de eliminar las fuerzas navales estadounidenses de la zona, un resultado que habría llevado a unos EE. UU. relativamente ricos en recursos algún tiempo para recuperarse. Tras ser informado, el almirante Yamamoto relevó a Abe del mando y más tarde provocó el retiro forzado de la Armada. 
No obstante, parece que Yamamoto pudo sentir mayor enfado por la pérdida de uno de sus acorazados (el Hiei) que por el abandono de la misión de suministro y el completo fracaso de la misión de destruir la fuerza estadounidense. Poco antes del mediodía, Yamamoto ordenó al vicealmirante Nobutake Kondo, que comandaba la Segunda Flota, formar una nueva unidad de bombardeo alrededor del Kirishima con nuevos navíos y atacar Henderson Field durante la noche del 14 al 15 de noviembre.
Incluyendo el hundimiento del Juneau, las pérdidas totales estadounidenses en la batalla fueron de 1439 bajas. Los japoneses perdieron de 550 a 800 hombres.

## Otras acciones

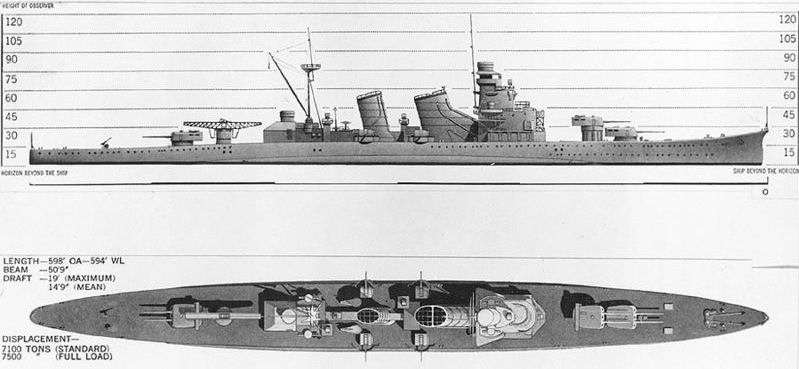
Dibujo de la Armada estadounidense sobre el crucero pesado japonés Kinugasa.

Aunque fue retrasada la intervención para el envío de refuerzos a Guadalcanal, el ejército japonés no pudo terminar la misión original, siendo pospuesta para el día siguiente. Por la tarde del 13 de noviembre, los once transportes reanudaron su viaje hacia Guadalcanal. A una fuerza japonesa formada por cruceros y destructores, que originalmente había sido destinada a cubrir las descargas de los transportes en la tarde del 13 de noviembre, le fue asignada la misión que la fuerza de Abe no había podido realizar: el bombardeo de Henderson Field. El acorazado Kirishima, después de abandonar sus esfuerzos para evitar el hundimiento definitivo del Hiei en la mañana del 13 de noviembre, se dirigió al norte, entre las islas Santa Isabel y Malaita, para formar la nueva unidad de bombardeo.
La fuerza de cruceros, que estaba formada por ocho unidades bajo las órdenes del vicealmirante Gunichi Mikawa, incluía a los cruceros pesados Chōkai, Kinugasa, Maya y Suzuya, los cruceros ligeros Isuzu y Tenryū, y seis destructores. La presencia de Mikawa era alarmante para los aliados, ya que podía introducirse en el área de Guadalcanal sin ser capturado, puesto que las fuerzas estadounidenses se habían retirado a causa de sus grandes daños. El Suzuya y el Maya bombardearon Henderson Field mientras que el resto de la fuerza de Mikawa se movía alrededor de la isla de Savo. Un bombardeo de 35 minutos causó algunos daños a varios aviones e instalaciones del campo de aviación, pero no consiguió borrarlo de la operación. La flota de cruceros terminó el bombardeo alrededor de las 2:30 del 14 de noviembre y se alejó del área con destino a Rabaul, vía Shortlands.
Al amanecer, los aviones procedentes de la base de Espíritu Santo, de Henderson Field, y del USS Enterprise (situado a 300 km al sur de Guadalcanal) comenzaron sus ataques, primero sobre la fuerza de Mikawa, que se dirigía lejos de Guadalcanal, y luego sobre la fuerza de transporte que navegaba hacia Guadalcanal. Los ataques sobre la fuerza de Mikawa hundieron al crucero pesado Kinugasa, matando a sus 511 tripulantes, y dañaron el Maya, forzándolo a marcharse al Japón para ser reparado. Los constantes ataques aéreos sobre la fuerza de transporte hundieron a seis de ellos y forzaron a otro a regresar con daños graves. Los supervivientes de los transportes fueron rescatados por los destructores que escoltaban al convoy. Un total de 450 soldados del ejército perecieron. Los cuatro transportes restantes y los destructores intactos siguieron hacia Guadalcanal tras caer la noche del 14 de noviembre, pero se detuvieron al oeste de Guadalcanal para esperar el fin de la acción en superficie de los buques de guerra antes de continuar.
La fuerza ad hoc de Kondo se encontraba en Ontong Java durante la tarde del 13 de noviembre, invirtiendo el curso y repostando combustible fuera del alcance de los bombarderos de Henderson Field durante la mañana del 14 de noviembre. El submarino USS Trout acechó, pero fue incapaz de atacar al Kirishima mientras repostaba combustible. La fuerza de bombardeo siguió al sur y fue sorprendida por un ataque aéreo en la tarde del 14 de noviembre, durante la cual fueron interceptados por el submarino USS Flying Fish que lanzó cinco torpedos, pero no consiguió hacer impactar ninguno contra sus objetivos, informando posteriormente de su contacto con fuerzas enemigas por radio.

## Segunda batalla naval de Guadalcanal

### Preludio
Para cubrir la descarga de los transportes en Guadalcanal, la flota japonesa hizo su tercera tentativa de neutralizar Henderson Field, enviando la fuerza de buques de guerra bajo las órdenes del almirante Kondo a través del Estrecho Indispensable, con la misión de bombardear Guadalcanal en la noche del 14 al 15 de noviembre. En la fuerza se incluía el Kirishima, los cruceros pesados Atago y Takao, los cruceros ligeros Nagara y Sendai, y nueve destructores, algunos de los cuales eran supervivientes (junto con el Kirishima y el Nagara) del primer contacto de la noche del 13 de noviembre. Kondo dirigió sus operaciones desde el crucero Atago. La flota se acercó a Guadalcanal cerca de la medianoche, aprovechando la mediana visibilidad.

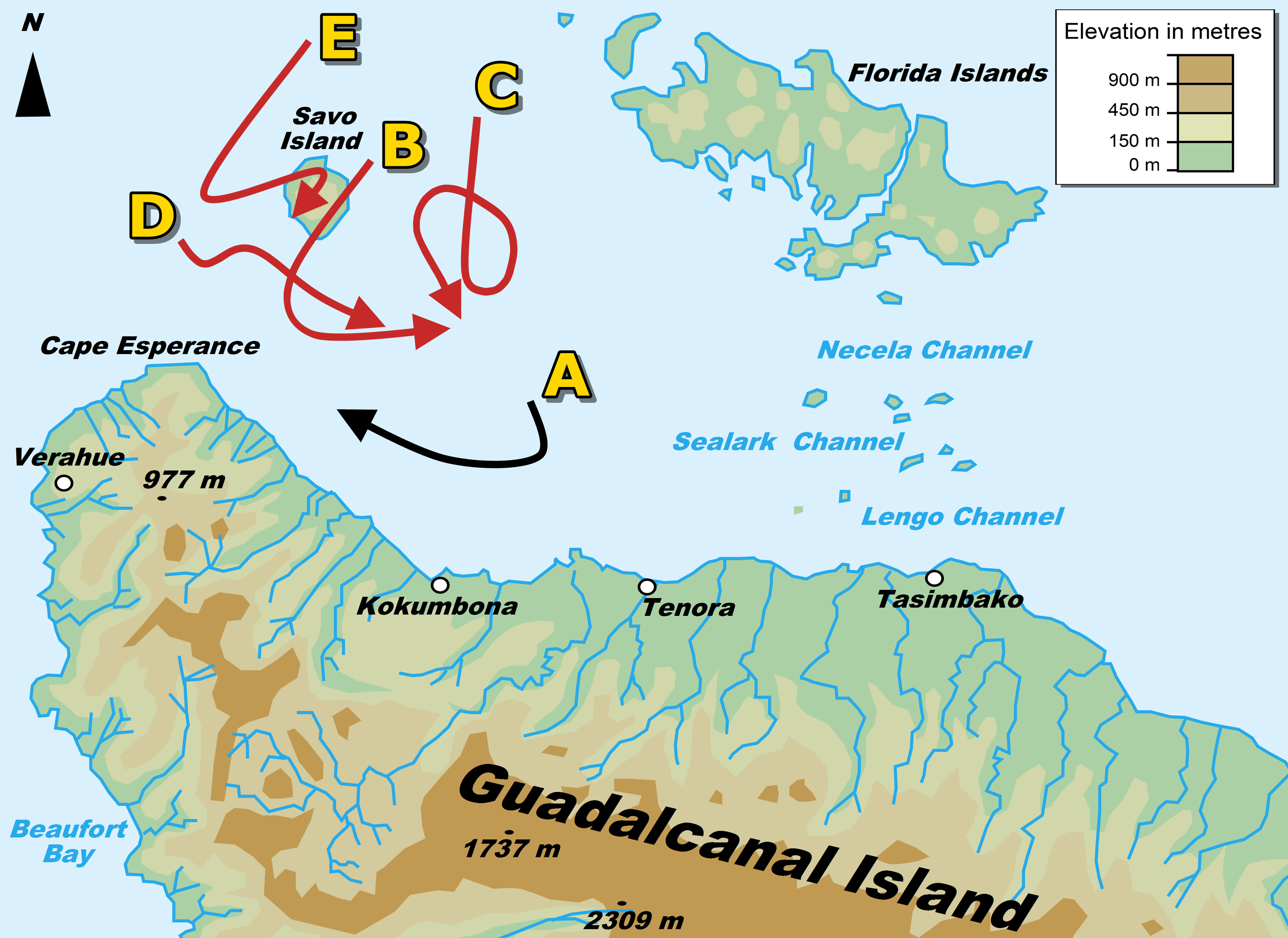
Primera fase de la batalla, entre las 23:17 y las 23:30 del 14 de noviembre. Las líneas rojas representan las fuerzas japonesas y las negras, la fuerza estadounidense.

Al mando de los barcos, el almirante William F. Halsey separó los nuevos acorazados Washington y South Dakota del grupo de apoyo del Enterprise, junto con cuatro destructores, como el Task Force 64 bajo el mando del Almirante Willis A. Lee para defender Guadalcanal y Henderson Field. Ésta era una fuerza improvisada; los acorazados solo habían trabajado juntos durante unos días, y sus cuatro escoltas fueron escogidas de cuatro divisiones distintas, simplemente debido a que, de los destructores disponibles, estos tenían la mayor carga de combustible. La fuerza estadounidense llegó a Ironbottom Sound la noche del 14 de noviembre y comenzó a patrullar alrededor de la isla Savo. Los buques de guerra estadounidenses estaban en formación de columna con los cuatro destructores delante, seguidos del Washington, con el South Dakota detrás. A las 22:55 del 14 de noviembre, los radares del South Dakota y del Washington comenzaron a detectar a los barcos de la fuerza japonesa cerca de la isla Savo en un entorno de 18 km.

### Acción
Kondo dividió su fuerza en varios grupos. El primero estaba formado por el Sendai y los destructores Shikinami y Uranami ("C" sobre el mapa), moviéndose a lo largo del lado este de la isla Savo, y el destructor Ayanami (la "B" sobre el mapa) haciéndolo en sentido contrario a las agujas del reloj alrededor del lado sudoeste de la isla Savo, comprobando la presencia de barcos aliados. La flota japonesa de Lee fue descubierta alrededor de las 23:00, aunque Kondo identificó erróneamente a los acorazados como cruceros. Kondo ordenó al grupo de barcos del Sendai, junto al Nagara y cuatro destructores (la "D" sobre el mapa) salir al encuentro y destruir la fuerza estadounidense antes de desplegar la fuerza de bombardeo del Kirishima y los cruceros pesados ("la E" sobre el mapa) en Ironbottom Sound. Usando la localización por radar, los dos acorazados estadounidenses abrieron fuego sobre el grupo del Sendai a las 23:17. El almirante Lee ordenó detener el combate aproximadamente cinco minutos después de que el radar dejara de detectar al grupo del norte. Sin embargo, los Sendai, Uranami y Shikinami seguían intactos y continuaron dando vueltas por la zona.

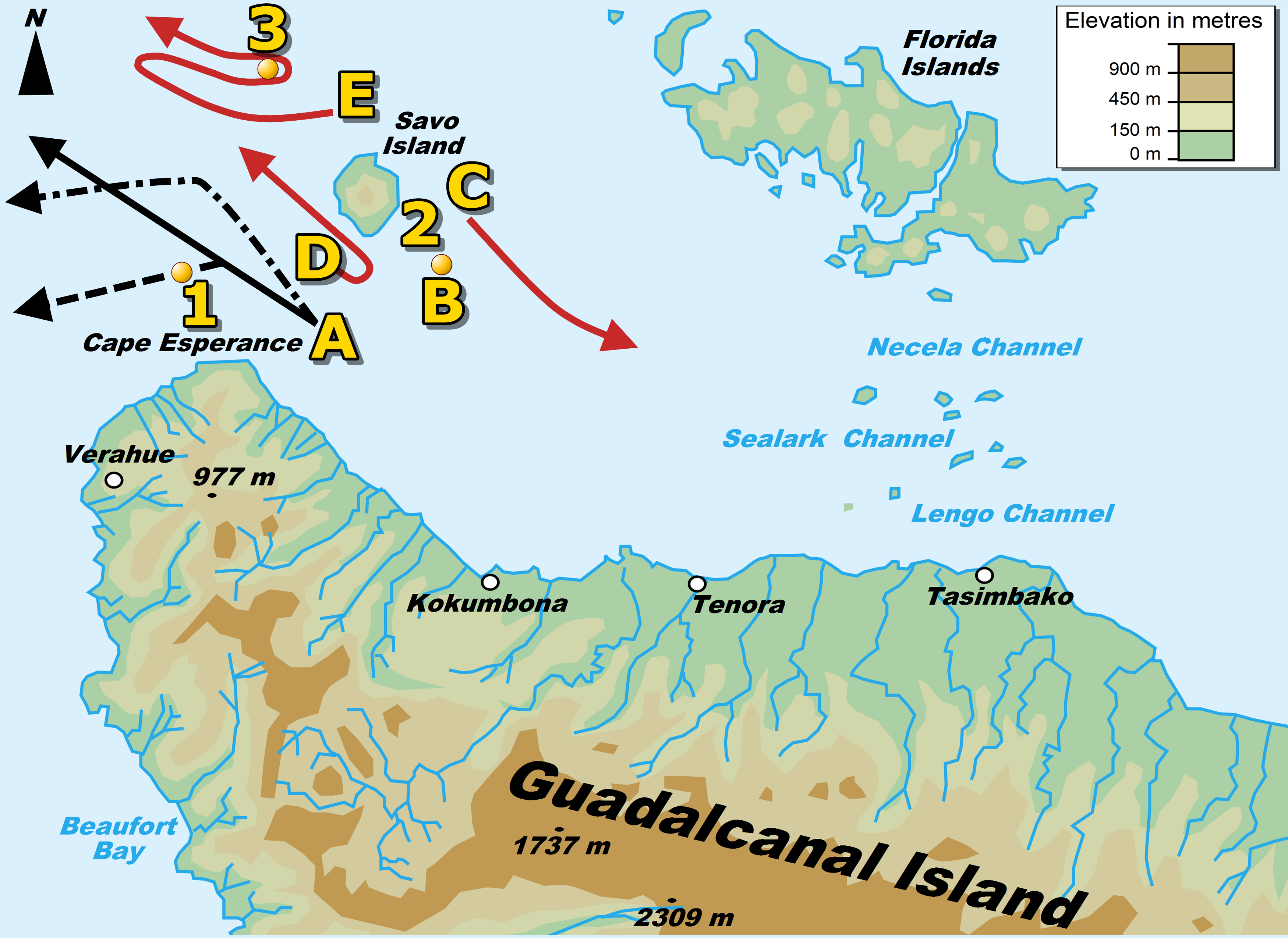
Segunda fase de la batalla, entre las 23:30 y las 2:00. Las líneas rojas representan los barcos japoneses y las negras, los estadounidenses. Los puntos numerados en blanco representan los barcos hundidos.

Mientras tanto, los cuatro destructores estadounidenses, a la vanguardia de la formación, comenzaron a atacar tanto al Ayanami como al grupo de barcos del Nagara a las 23:22. El Nagara y los destructores que lo escoltaban respondieron con eficacia, tanto con fuego preciso como con torpedos, y los destructores Walke y Preston fueron atacados y hundidos con una diferencia de 10 minutos con un gran número de bajas. El destructor Benham fue dañado por un torpedo y tuvo que retirarse (hundiéndose al día siguiente), y el destructor Gwin recibió un impacto en la sala de máquinas y tuvo que retirarse de la batalla. Sin embargo, los destructores estadounidenses habían completado su misión de hacer de pantallas para los acorazados, absorbiendo el impacto inicial de contacto con el enemigo, aunque a un alto precio. Lee ordenó la retirada del Benham y Gwin a las 23:48.
El Washington pasó por el área todavía ocupada por los destructores estadounidenses dañados y semihundidos y disparó sobre el Ayanami con sus baterías secundarias, incendiándolo. El South Dakota de repente sufrió una serie de fallos eléctricos. Según se informa, durante la reparación, su ingeniero principal cerró un interruptor magnetotérmico, violando los procedimientos de seguridad, lo que provocó una serie de fallos en cadena, quedando el radar, la radio y las baterías de armas inoperativas. No obstante, el South Dakota continuó siguiendo al Washington hacia el lado occidental de la Isla Savo hasta las 23:35, cuando el Washington cambió el rumbo para dirigirse hacia el sur detrás de los destructores en llamas. El South Dakota trató de seguir, pero tuvo que dar la vuelta para evitar al Benham, lo que causó que el barco fuera identificado por el fuego que salía de los destructores en llamas, convirtiéndose en un blanco fácil para los japoneses.
Tras recibir los informes de la destrucción de los destructores estadounidenses, del Ayanami y sus otros barcos, Kondo mandó a su fuerza de bombardeo hacia Guadalcanal, creyendo que la fuerza naval estadounidense había sido derrotada. Su flota y los dos acorazados estadounidenses ahora se dirigían los unos hacia los otros.
Prácticamente inoperante e incapaz de disparar eficazmente su armamento principal y secundario, el South Dakota fue alcanzado y torpedeado por la mayor parte de los barcos de la fuerza japonesa, incluyendo el Kirishima, sobre las 0:00 del 15 de noviembre. Aunque capaz de atacar al Kirishima, el South Dakota recibió 25 impactos del calibre medio y uno de gran calibre, algunos de los cuales no llegaron a explotar, pero esto dejó completamente destrozadas sus comunicaciones y los controladores de fuego restantes, prendiendo fuego a su cubierta superior y forzándolo a tratar de dirigirse lejos del combate. Ninguno de los torpedos japoneses acertaron en el blanco. Las víctimas de la tripulación del South Dakota fueron en total de 39 muertos y 58 heridos, dando la vuelta lejos de la batalla a las 00:17 sin informar al Almirante Lee, aunque observado por la vigilancia del Kondo.

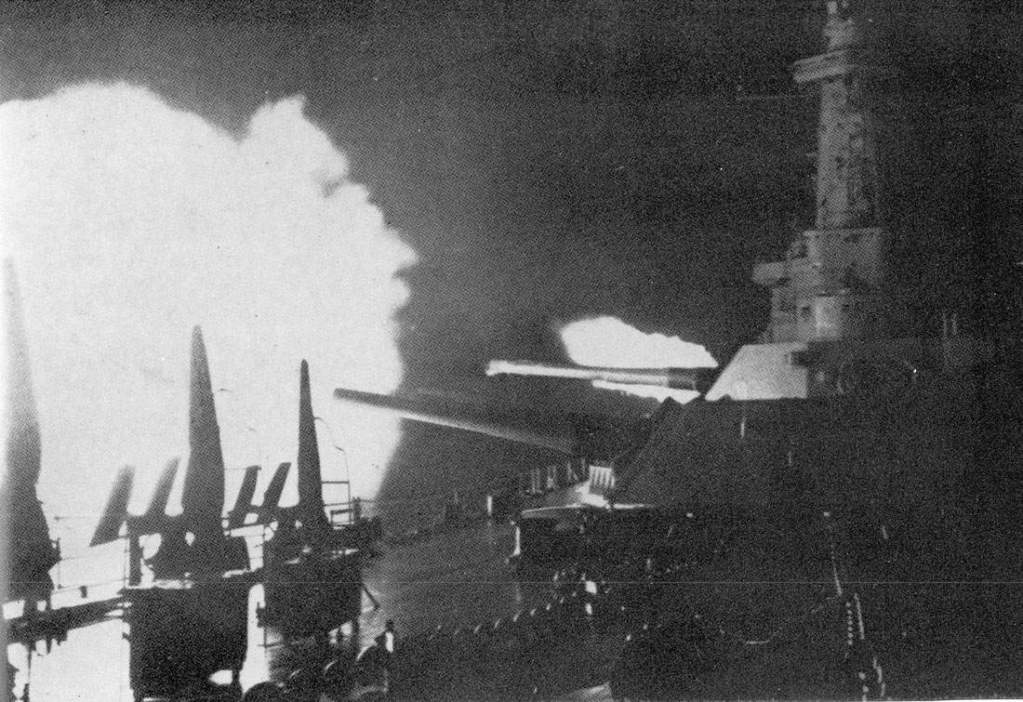
El Washington abriendo fuego sobre el Kirishima durante la batalla del 15 de noviembre.

Los barcos japoneses habían continuado concentrando su fuego contra el South Dakota y ninguno había descubierto al Washington que se acercaba, encontrándose a 8 km El Washington había estado rastreando un gran objetivo desde hacía tiempo, pero se había abstenido de atacar para no acabar como el South Dakota. El barco no había sido capaz de rastrear los movimientos del South Dakota porque este se encontraba en un punto ciego del radar del Washington y no podían comunicarse por radio para confirmar su posición. Cuando los japoneses atacaron al South Dakota, se despejaron las dudas sobre si los barcos eran aliados o enemigos. Desde corta distancia, el Washington de repente atacó al Kirishima alcanzándolo con al menos nueve proyectiles de las baterías principales y casi cuarenta de las secundarias, causando severos daños e incendiándolo. El Kirishima fue golpeado debajo de la línea de flotación y sufrió daños en el timón, haciendo que diera vueltas de modo incontrolable para virar a babor.
A las 00:25 Kondo ordenó a todos sus barcos que se agruparan y destruyeran cualquier buque estadounidense restante. Sin embargo, los barcos japoneses todavía no conocían la ubicación del Washington, y el resto de los navíos estadounidenses supervivientes ya habían abandonado la zona de batalla. El Washington orientó su rumbo al noroeste, hacia las islas Russell, para alejarse de la fuerza japonesa de Guadalcanal y del South Dakota, que por lo visto estaba dañado. Finalmente, los barcos japoneses detectaron al Washington y lanzaron varios ataques con torpedos, pero gracias a la gran maniobra de su capitán, el Washington los evitó todos y también evitó encallar en zonas de poca profundidad. Finalmente, creyendo que el camino estaba despejado para el convoy de transporte en su objetivo de continuar hacia Guadalcanal, Kondo ordenó a sus barcos restantes romper el contacto y retroceder del área sobre la 1:04, cumpliéndolo los navíos japoneses hacia la 1:30.

### Consecuencias
Tanto el Kirishima como el Ayanami fueron barrenados y hundidos hacia las 3:25 del 15 de noviembre. El Uranami rescató a los supervivientes del Ayanami y los destructores Asagumo, Teruzuki y Samidare salvaron a la tripulación restante del Kirishima. La batalla se saldó con 242 marineros estadounidenses muertos y 249 japoneses. La batalla fue una de las dos acaecidas entre acorazados durante la campaña del Pacífico de la Segunda Guerra Mundial, produciéndose la otra en el estrecho de Surigao, durante la batalla del Golfo de Leyte.

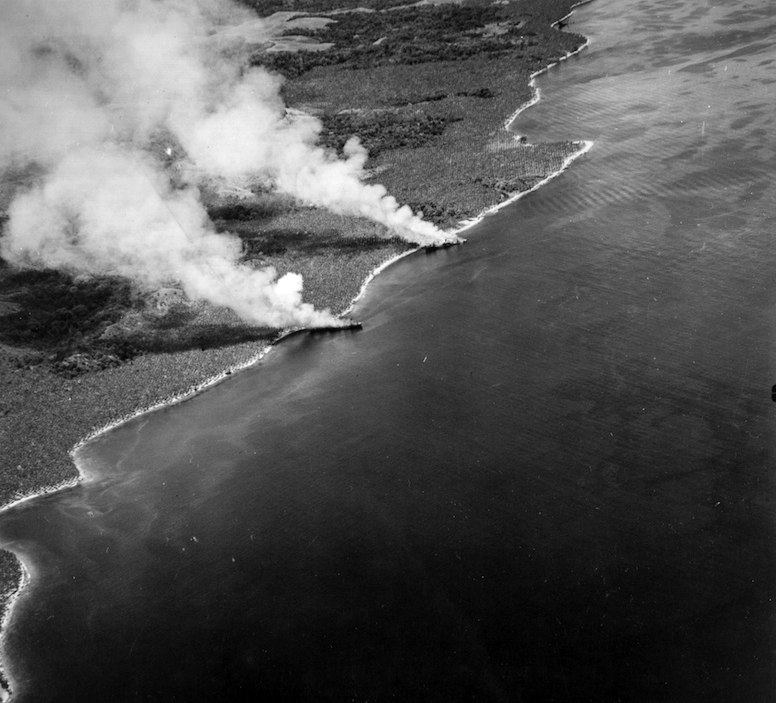
Los transportes Hirokawa Maru y Kinugawa Maru varados y en llamas el 15 de noviembre.

Los cuatro transportes japoneses se vararon en Tassafaronga, Guadalcanal, hacia las 4:00 del 15 de noviembre. Los transportes comenzaron a ser atacados a las 5:55 por un avión estadounidense de Henderson Field, por un lado, y por la artillería de campaña de fuerzas de tierra estadounidenses sobre Guadalcanal. Más tarde, el destructor Meade abrió fuego sobre los transportes varados y el área circundante. Estos ataques incendiaron los transportes y destruyeron todos los equipos que aún se encontraban en ellos y que los japoneses no habían logrado descargar. Solo entre 2000 y 3000 de los soldados embarcados en un principio llegaron a Guadalcanal, y se perdió la mayor parte de las municiones y víveres. Estas tropas y provisiones no eran suficientes para tener un efecto significativo sobre la defensa japonesa de Guadalcanal.
La reacción de Yamamoto al fracaso de Kondo en su objetivo de lograr neutralizar Henderson Field y asegurar el aterrizaje de un gran despliegue de tropas y provisiones fue más suave que su reacción a la retirada de Abe, quizás debido a la Marina Imperial y la política. Kondo, que también mantuvo la posición de segundo en la jerarquía de la Flota Combinada, era un miembro del personal superior y del grupo de acorazados de la Marina Imperial, mientras que Abe era un especialista en destructores. El Almirante Kondo no fue reprendido o reasignado, pero en cambio fue puesto al mando de una de las grandes flotas de navíos basadas en Truk.

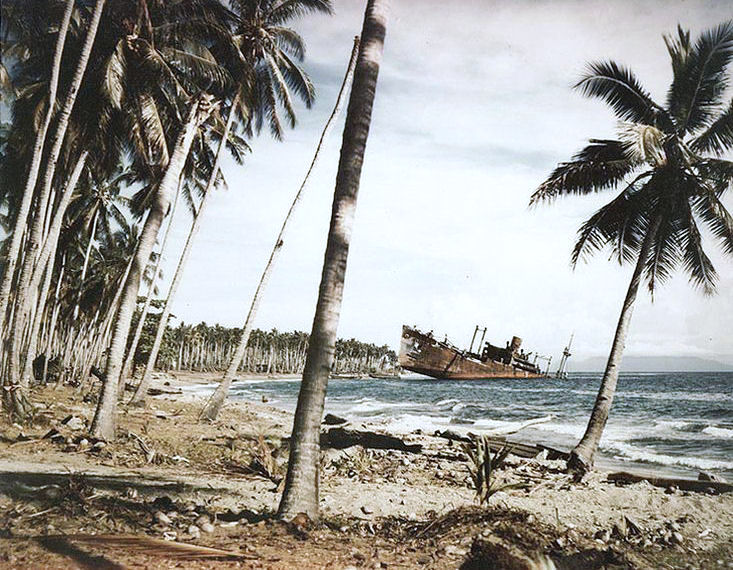
Los restos del transporte japonés Kinugawa Maru fotografiados un año después de la batalla en las playas de Guadalcanal

## Relevancias

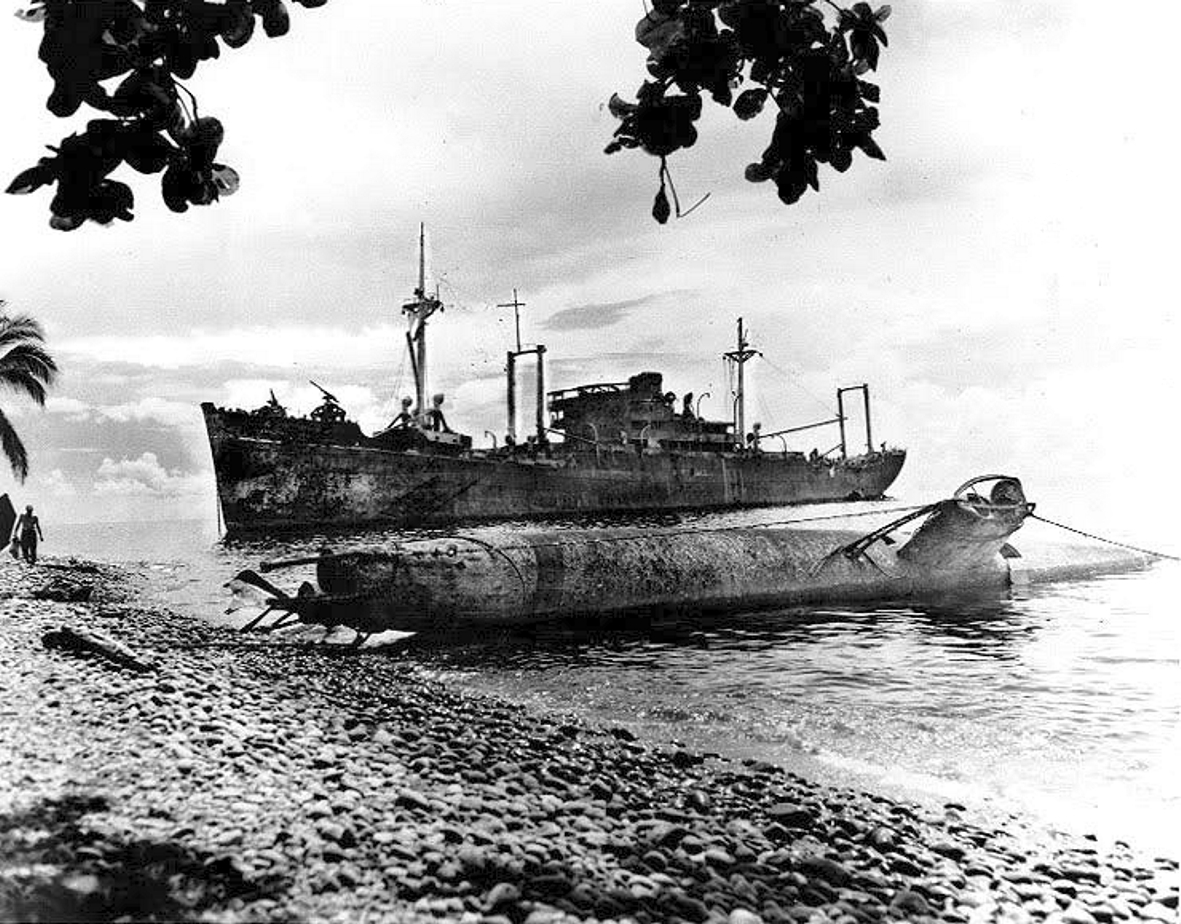
La nave japonesa Yamazuki Maru y un submarino accidentados en la playa de Guadalcanal

La batalla naval de Guadalcanal fue la principal tentativa japonesa de hacerse con el control de los mares alrededor de Guadalcanal o de retomar el control de la isla. Las operaciones navales alrededor de Guadalcanal eran de carácter defensivo, ya fuera para proporcionar fuentes de subsistencia a las fuerzas japonesas en Guadalcanal, o para comenzar, en enero de 1943, tentativas de evacuación y repliegue hacia otra parte. En cambio, la Armada de los Estados Unidos podía, después de eso, aprovisionar a su voluntad a sus fuerzas de nuevo presentes en Guadalcanal, incluyendo el envío de dos divisiones de refresco en diciembre de 1942. La incapacidad de neutralizar Henderson Field condenó el esfuerzo japonés de combatir con éxito la conquista aliada de Guadalcanal. La resistencia japonesa en la campaña de Guadalcanal terminó el 9 de febrero de 1943, con la acertada evacuación de las tropas japonesas, que sobrevivían en la isla, por la marina de guerra japonesa aún operativa.

## Bibliográficas
- Calhoun, C. Raymond (2000). Tin Can Sailor: Life Aboard the USS Sterett, 1939–1945. Naval Institute Press. ISBN 1-55750-228-5.
- D'Albas, Andrieu (1965). Death of a Navy: Japanese Naval Action in World War II. Devin-Adair Pub. ISBN 0-8159-5302-X.
- Dull, Paul S. (1978). A Battle History of the Imperial Japanese Navy, 1941–1945. Naval Institute Press. ISBN 0-87021-097-1.
- Frank, Richard B. (1990). Guadalcanal: The Definitive Account of the Landmark Battle. New York: Penguin Group. ISBN 0-14-016561-4.
- Generous, William Thomas, Jr., (2003). Sweet Pea at War: A History of USS Portland (CA-33). University Press of Kentucky. ISBN 0-8131-2286-4.
- Grace, James W. (1999). Naval Battle of Guadalcanal: Night Action, 13 November 1942. Annapolis, Maryland: Naval Institute Press. ISBN 1-55750-327-3.
- Hammel, Eric (1988). Guadalcanal: Decisión at Sea: The Naval Battle of Guadalcanal, November 13–15, 1942. (CA): Pacifica Press. ISBN 0-517-56952-3.
- Hara, Tameichi (1961). «Part Three, The "Tokyo Express"». Japanese Destroyer Captain. New York & Toronto: Ballantine Books. ISBN 0-345-27894-1.
- Jameson, Colin G. (1944). «The Battle of Guadalcanal, 11–15 November 1942». Publications Branch, Office of Naval Intelligence, United States Navy (somewhat inaccurate on details, since it was written during the war). Consultado el 8 de abril de 2006.
- Kilpatrick, C. W. (1987). Naval Night Battles of the Solomons. Exposition Press. ISBN 0-682-40333-4.
- Kurzman, Dan (1994). Left to Die: The Tragedy of the USS Juneau. New York: Pocket Books. ISBN 0-671-74874-2.
- Lacroix, Eric; Linton Wells (1997). Japanese Cruisers of the Pacific War. Naval Institute Press. ISBN 0-87021-311-3.
- Lippman, David H. (2006). «Second Naval Battle of Guadalcanal: Turning Point in the Pacific War». The HistoryNet.com. World War II magazine. Consultado el 26 de noviembre de 2006.
- Lundstrom, John B. (2005 (New edition)). First Team And the Guadalcanal Campaign: Naval Fighter Combat from August to November 1942. Naval Institute Press. ISBN 1-59114-472-8.
- McGee, William L. (2002). The Solomons Campaigns, 1942–1943: From Guadalcanal to Bougainville—Pacific War Turning Point, Volume 2 (Amphibious Operations in the South Pacific in WWII). BMC Publications. ISBN 0-9701678-7-3.
- Morison, Samuel Eliot (1958). «The Naval Battle of Guadalcanal, 12–15 November 1942». The Struggle for Guadalcanal, August 1942 – February 1943, vol. 5 of History of United States Naval Operations in World War II. Boston: Little, Brown and Company. ISBN 0-316-58305-7.
- Parkin, Robert Sinclair (1995). Blood on the Sea: American Destroyers Lost in World War II. Da Capo Press. ISBN 0-306-81069-7.
- Stafford, Edward P.; Paul Stillwell (Introduction) (2002 (reissue)). The Big E: The Story of the USS Enterprise. Naval Institute Press. ISBN 1-55750-998-0.